# De Witt (Illinois)
De Witt is een plaats (village) in de Amerikaanse staat Illinois, en valt bestuurlijk gezien onder De Witt County.

## Demografie
Bij de volkstelling in 2000 werd het aantal inwoners vastgesteld op 188. In 2006 is het aantal inwoners door het United States Census Bureau geschat op 185, een daling van 3 (-1,6%).

## Geografie
Volgens het United States Census Bureau beslaat de plaats een oppervlakte van 0,7 km², geheel bestaande uit land. De Witt ligt op ongeveer 238 m boven zeeniveau.

## Plaatsen in de nabije omgeving
De onderstaande figuur toont nabijgelegen plaatsen in een straal van 20 km rond De Witt.